# فونتن (کلرادو)
فونتن (به انگلیسی: Fountain) شهری در ایالت کلرادو کشور ایالات متحده آمریکا است که جمعیت آن در سرشماری سال ۲۰۱۰ میلادی، ۲۵٬۸۴۶ نفر بوده‌است.